# Placówka Straży Celnej „Jurgów”

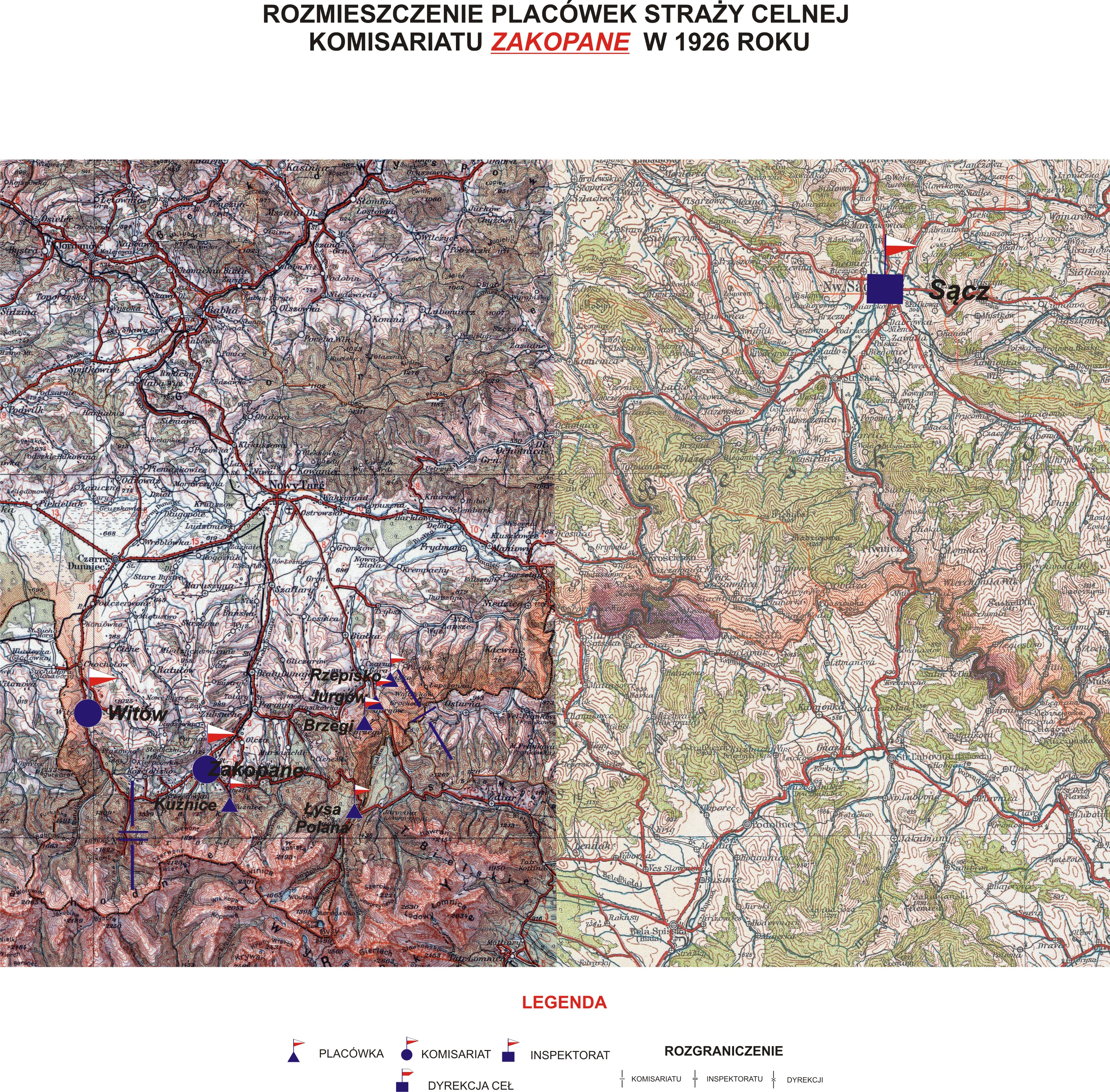
Rozmieszczenie placówek SC Zakopane w 1926 roku

Placówka Straży Celnej „Jurgów” – jednostka organizacyjna Straży Celnej pełniąca w okresie międzywojennym służbę ochronną na granicy polsko-czechosłowackiej.

## Formowanie i zmiany organizacyjne
Na wniosek Ministerstwa Skarbu, uchwałą z 10 marca 1920 roku, powołano do życia Straż Celną. Jednostki Straży Celnej rozpoczęły przejmowanie odcinków granicy od pododdziałów Batalionów Celnych. W 1921 roku w Szczawnicy stacjonował sztab 2 kompanii 8 batalionu celnego. Kompania wystawiała również placówkę w Jurgowie. W 1922 roku w Białce stacjonował sztab 4 kompanii 8 batalionu celnego. Kompania wystawiała również placówkę w Jurgowie. Proces tworzenia Straży Celnej trwał do końca 1922 roku. Placówka Straży Celnej „Jurgów” weszła w podporządkowanie komisariatu Straży Celnej „Zakopane” z Inspektoratu SC „Sącz”.
W drugiej połowie 1927 roku przystąpiono do gruntownej reorganizacji Straży Celnej. W praktyce skutkowało to rozwiązaniem tej formacji granicznej. Ochronę północnej, zachodniej i południowej granicy państwa przejęła powołana z dniem 2 kwietnia 1928 roku Straż Graniczna.
Rozkazem nr 5 z 16 maja 1928 roku w sprawie organizacji Małopolskiego Inspektoratu Okręgowego dowódca Straży Granicznej gen. bryg. Stefan Pasławski powołał komisariatu SG „Zakopane”. Placówka Straży Granicznej I linii „Jurgów” znalazła się w jego strukturze.

## Funkcjonariusze placówki
Kierownicy placówki
| stopień          | imię i nazwisko, numer | okres pełnienia służby | kolejne stanowisko |
| ---------------- | ---------------------- | ---------------------- | ------------------ |
| starszy strażnik | Piotr Anioła (1134)    | był w 1926             |                    |

Obsada personalna placówki w 1926:
- starszy strażnik Piotr Anioła (1134)
- strażnik Stanisław Bajda (1136)
- strażnik Franciszek Dąbrowski (1141)
- strażnik Franciszek Orłowski (1187)
- strażnik Andrzej Mucha (1255)
- strażnik Franciszek Czenczek (1281)
- strażnik Józef Koźma (1249)
- strażnik Edward Tyrchan (1269)
- strażnik Wawrzyniec Złotek (2183)
- strażnik  Antoni Kaczmarek (2224)